# Roberto Cipriani
Roberto Cipriani (* 2. března 1945, Rovato, Itálie) je italský sociolog, jeden z významných současných představitelů sociologie náboženství.

## Život
Cipriani vystudoval literaturu na římské univerzitě La Sapienza v roce 1968, se závěrečnou prací na téma „Sociologie náboženství v Itálii“ pod vedením Franca Ferrarottiho.

## Dílo
V letech 1992–93 byl Cipriani profesorem sociologie náboženství na Fakultě sociologie Římské univerzity La Sapienza. V letech 1997 až 2015 byl profesorem obecné sociologie na Univerzitě Roma Tre, kde v letech 2001 až 2012 vedl katedru pedagogických věd, od r. 2017 byl emeritním profesorem.
V letech 1990 až 1994 byl prezidentem Výzkumného výboru sociologie náboženství v Mezinárodní sociologické asociaci (International sociological association). V letech 1994 až 1998 řídil periodikum International sociology. V letech 2004 až 2007 byl prezidentem Italské sociologické asociace (Associazione italiana di sociologia). V letech 2009 až 2015 byl prezidentem Evropské rady národních sociologických asociací v rámci Evropské sociologické asociace. V roce 2008 byl ředitelem d'Etudes v Maison des Sciences de l'Homme v Paříži. V roce 2006 byl lektorem Chancellor Dunning Trust na Queen's University v Kingstonu v Kanadě, na téma Human Values - Religious and Secular.
Jeho hlavní sociologickou teorií (poprvé formulovanou v roce 1984) je teorie „rozptýleného náboženství“, založená na procesech vzdělávání, socializace a komunikace a použitelná jak v italském kontextu, tak v jiných kulturách, ve kterých je dominantní náboženství.
Provedl komparativní empirický výzkum o vztazích mezi solidaritou a komunitou v Itálii v Orune (Sardinie), v Řecku v Episkepsi (Korfu), Piekary Śląskie v Polsku a v Mexiku v Nahuatzenu (Michoacán). Natočil výzkumné filmy o lidových slavnostních oslavách, zejména o Svatém týdnu v Cerignole v Puglii („Rossocontinuo“) a ve Španělsku („Semana Santa en Sevilla“), na patronátní svátek mexického puebla („Las fiestas de san Luís Rey") a na festivalu festivalů v Haifě („La risposta di Haifa“).
Byl prezidentem výboru pro výzkum sociologie náboženství v rámci Mezinárodní sociologické asociace a prezidentem Italské asociace univerzitních učitelů. V roce 2014 byl nominován na prezidenta Mezinárodní sociologické asociace. Vede ediční řady „Modernost a společnost“ u Armando Editore a „Perspektivy sociologie náboženství“ u Edizioni Borla. Je členem redakční rady sociologických časopisů. Spolupracuje s Ústavem pro výzkum populační a sociální politiky Národní výzkumné rady. Je prezidentem ICSOR (Mezinárodní centrum pro sociologii náboženství, www.icsor.it).
Je autorem více než devadesáti svazků a dalších publikací s překlady do angličtiny, francouzštiny, ruštiny, španělštiny, němčiny, čínštiny, portugalštiny, baskičtiny, katalánštiny, polštiny a turečtiny.

### Nejistá víra
Ciprianiho studie Nejistá víra (L´incerta fede, FrancoAngeli s.r.l., Milán, Itálie, 2020) s podtitulem Kvantitativně – kvalitativní výzkum v Itálii shrnuje výsledky terénního sociologického průzkumu, který proběhl v Itálii v roce 2017. (V podobném rozsahu proběhl předchozí průzkum v r. 1995, jedná se tedy o šetření po přibližně 25 letech). Tento nový průzkum kombinoval metody kvantitativního šetření na vzorku 3238 osob, a také kvalitativní šetření odpovědí na 164 otázek. Kvalitativní metoda je novátorským počinem, díky kterému se podařilo získat citlivá data k tématu náboženství. Studie diskutuje i budoucnost víry.
Studie si nenárokuje být vyčerpávajícím dílem.  Jednak z důvodu kombinace různých metod při sociologických šetřeních, (v některých případech byl jeden tazatel, jindy pracovalo na výzkumu více tazatelů), dále proto, že se studie zaměřuje na 7 klíčových témat: Běžný život a prožívání svátků, Štěstí a bolest, Život a smrt, Bůh, Modlitba, Náboženské instituce, Papež František.
Příkladem výsledku průzkumu je pokus o aktuální definování pojmu spiritualita. V rámci kvalitativního výzkumu byly nejčastější odpovědi respondentů tyto: 1. První projev spirituality přichází prostřednictvím prožití osobní spirituální zkušenosti. 2. Spiritualita je nasměrována k rozšíření osobního horizontu, který se projevuje prací pro druhé a nabývá mezináboženského podtextu. 3. Spiritualita odkazuje na transcendenci Boha.  4. Spiritualita je zaměřena na získávání životních energií.
V případě kvantitativní metody, s použitím dotazníku s 12 možnostmi, nejvíce respondentů vybralo tyto odpovědi: 1. Snažit se být lepším člověkem (14,8%), 2. Hledání smyslu života (11,3%), 3. Být v harmonii se sebou i s druhými (11,1%), 4. Pomáhat druhým (10,8%); teprve na dalších místech se objevují odpovědi související s náboženstvím: Chodit do kostela a jednat podle toho (3,7%), Věřit v Boha a následovat jeho znamení (10,2%), Věřit ve vyšší moc, která mě přesahuje (5,8%).
Z porovnání průzkumů z let 1995 a 2017 vyplynuly tyto vývojové tendence: Nejdůležitějšími hodnotami zůstává rodina, úcta, právo, solidarita a sdílení. Polovina respondentů věří v nějakou podobu posmrtného života. Nezměnil se počet lidí, kteří se modlí. Vzrostl počet poutníků. Vzrostl počet lidí praktikujících spirituální aktivity sami.
Obecně klesla účast na obřadech. Velmi klesla popularita katolické církve jako instituce (nejen pro skandály se zneužíváním dětí, ale také na poli morálním, odmítáním euthanázie a nových lékařsko-terapeutických metod jako je umělé oplodnění). Negativně jsou vnímány neměnné farní struktury a nemožnost působení laiků. 17 % respondentů uvedlo, že nemá žádný spirituální život.
Cipriani rozlišuje dva koncepty „víry“. Oba se vztahují k něčemu metafyzickému. Italština má pro ně dva rozdílné pojmy, „credenza“ a „fede“. „Víra - credenza“ má specifický účelový obsah, je viditelná ve společnosti a sdílená, zastává náboženské úkony. Významu „Víra - fede“ se více přibližuje význam důvěra, spolehnout se na něco/někoho, má osobní rozměr a obecně se pojí s pojmem „nejistota“. A právě k tomuto pojetí víry se vztahuje titul této publikace „Nejistá víra“. Je zároveň pokusem autora o novou interpretační teorii.
Víra je podle této studie vírou osobní, v Boha, ve svaté texty, doprovází ji naděje, přání, dary, modlitba. Víra je blíže posvátnému, nikoli organizovaným náboženským formám. Proti tomu s pojmem náboženství se dnes, více než pojem víra, pojí pojem církev, organizované, institucionalizované náboženství. Je vidět jasný trend růstu „víry nejisté“ a pokles „víry jisté“. (K zásadnímu obratu v tomto vnímání víry došlo mezi lety 2007 a 2017. V roce 2017 již vybralo víru nejistou více respondentů, proti opačnému poměru ještě v roce 2007.) Tento rozdíl bude vidět v číselném vyjádření, ale nebude mít zásadní další dopad. Církve (náboženské instituce) si budou nadále zachovávat svojí strukturu. Náboženské praktikování bude i nadále klesat, ale vzhledem k již současnému nízkému stavu to nepřinese nic zásadního. Naopak spiritualita poroste, a to také díky stále naléhavějšímu směřování k samostatnému rozhodování díky rostoucí svobodě myšlení a konání. Víra v Boha bude stále méně jednoznačná ve formách i obsahu. Četnost modlitby nebude příliš klesat, ani stoupat. Osoba papeže si udrží dál své centrální postavení, ale hodně bude v tomto záležet na nástupci papeže Františka.

## Publikace
- Dalla teoria alla verifica. Indagine sui valori in mutamento, La Goliardica, Roma 1978;

- Il Cristo rosso. Riti e simboli, religione e politica nella cultura popolare, Ianua, Roma 1985;

- La religione diffusa. Teoria e prassi, Borla, Roma 1988;

- Sud e religione. Dal magico al politico, Borla, Roma 1990 (in collaborazione con Maria Mansi);

- La religione dei valori. Indagine nella Sicilia centrale, Sciascia, Caltanissetta-Roma, 1992;

- Sociologie del tempo. Tra crònos e kairòs, Euroma, Roma-Bari 1997;

- Manuale di sociologia della religione, Borla, Roma 1998;

- Il pueblo solidale, F. Angeli, Milano 2005;

- Nuovo manuale di sociologia della religione, Borla, Roma 2009;

- Sociology of Religion: An Historical Introduction, Aldine de Gruyter, New York 2000.

- Sociology of Religion: An Historical Introduction, China Renmin University Press, Beijing 2005.

- Manuel de sociologie de la religion, L'Harmattan, Paris 2004.

- Manual de sociologia da religião, Paulus, São Paulo 2007.

- Manual de sociología de la religión, 2.a edición revisada y aumentada, Siglo Veintiuno Editores, Buenos Aires 2011.

- Sociologia del pellegrinaggio, Franco Angeli, Milano 2012;

- (editor), A religião no espaço público. Atores e objetos, Terceiro Nome, São Paulo 2012;

- Sociologia Cualitativa, Biblos, Buenos Aires 2013;

- Din Sosyolojisi. Tarih ve Teoriler, Rağbet, Istanbul 2014;

- Sociology of Religion. An Historical Introduction, translated by L. Ferrarotti, New Brunswick, USA, London, UK 2015;

- (editor), Nuovo manuale di sociologia, Maggioli Editore, Santarcangelo di Romagna 2016;

- Diffused Religion. Beyond Secularization, Palgrave Macmillan, Cham 2017;

- (editor) Nuovo manuale di sociologia, Maggioli Editore, Santarcangelo di Romagna 2018;

- L’incerta fede (Nejistá víra). Un’indagine quanti-qualitativa in Italia, FrancoAngeli, Milano 2020.